# Plectorhinchus
Genre
Plectorhinchus est un genre de poissons de la famille des Haemulidae. Ils sont appelés « sweetlips » en anglais, et « gaterins » ou « diagrammes » en français. 

## Liste des espèces
Selon FishBase (29 juillet 2014) :
- Plectorhinchus albovittatus (Rüppell, 1838)
- Plectorhinchus ceylonensis (Smith, 1956)
- Plectorhinchus chaetodonoides Lacepède, 1801
- Plectorhinchus chrysotaenia (Bleeker, 1855)
- Plectorhinchus chubbi (Regan, 1919)
- Plectorhinchus cinctus (Temminck & Schlegel, 1843)
- Plectorhinchus diagrammus (Linnaeus, 1758)
- Plectorhinchus faetela (Forsskål, 1775)
- Plectorhinchus flavomaculatus (Cuvier, 1830)
- Plectorhinchus gaterinus (Forsskål, 1775)
- Plectorhinchus gibbosus (Lacepède, 1802)
- Plectorhinchus lessonii (Cuvier, 1830)
- Plectorhinchus lineatus (Linnaeus, 1758)
- Plectorhinchus macrolepis (Boulenger, 1899)
- Plectorhinchus macrospilus Satapoomin & Randall, 2000
- Plectorhinchus mediterraneus (Guichenot, 1850)
- Plectorhinchus multivittatus (Macleay, 1878)
- Plectorhinchus obscurus (Günther, 1872)
- Plectorhinchus paulayi Steindachner, 1895
- Plectorhinchus pictus (Tortonese, 1936)
- Plectorhinchus picus (Cuvier, 1828)
- Plectorhinchus plagiodesmus Fowler, 1935
- Plectorhinchus playfairi (Pellegrin, 1914)
- Plectorhinchus polytaenia (Bleeker, 1853)
- Plectorhinchus schotaf (Forsskål, 1775)
- Plectorhinchus sordidus (Klunzinger, 1870)
- Plectorhinchus umbrinus (Klunzinger, 1870)
- Plectorhinchus vittatus (Linnaeus, 1758)

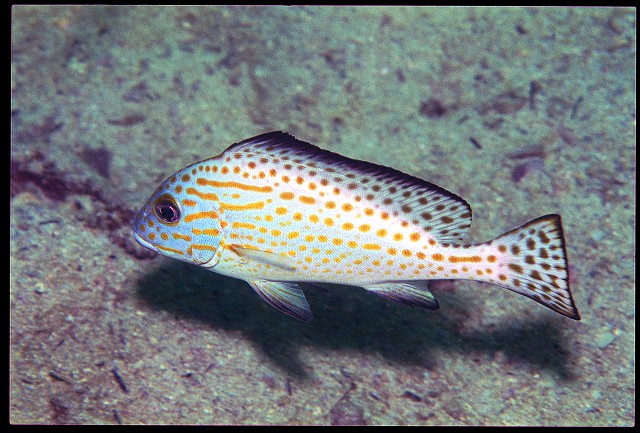
Plectorhinchus albovittatus
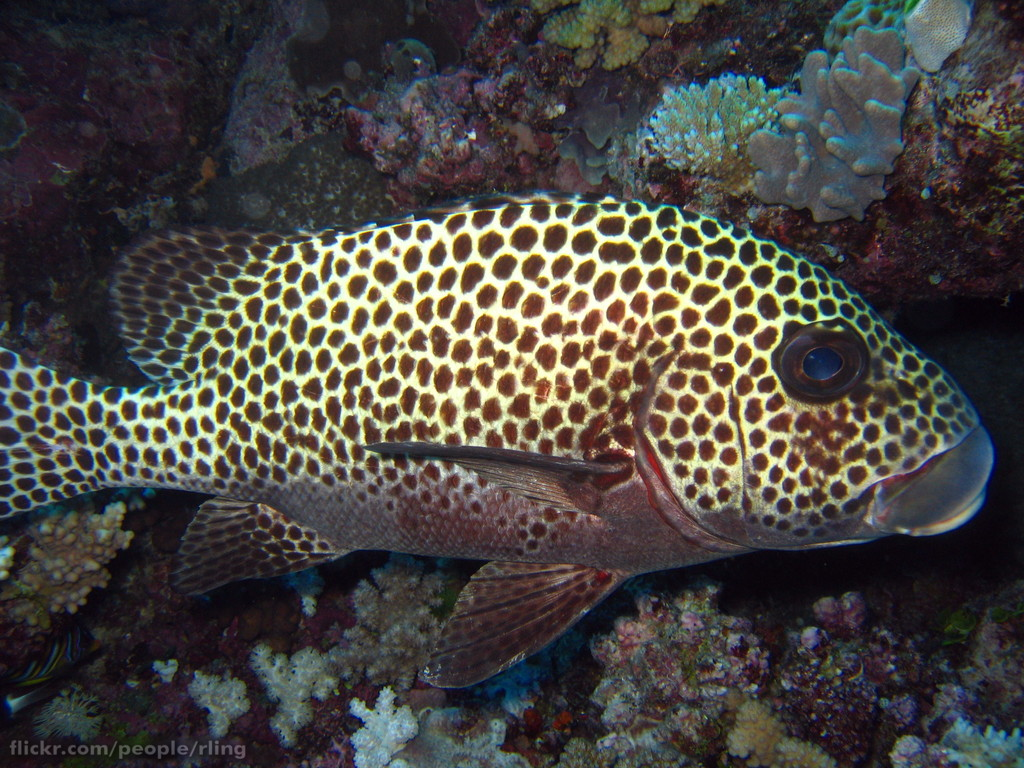
Diagramme arlequin (Plectorhinchus chaetodonoides)
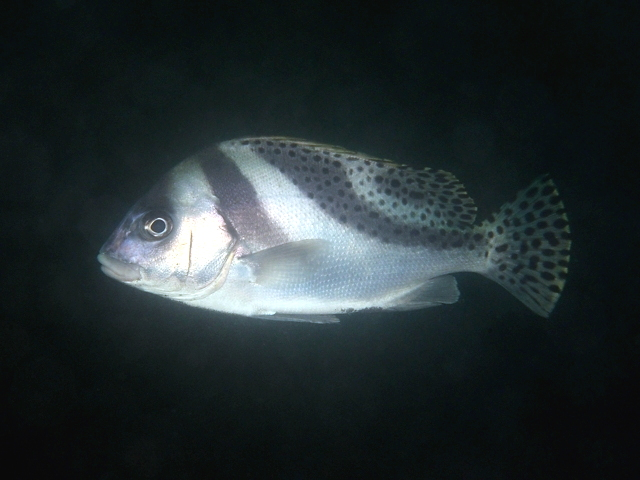
Gaterin à barres courbes (Plectorhinchus cinctus)
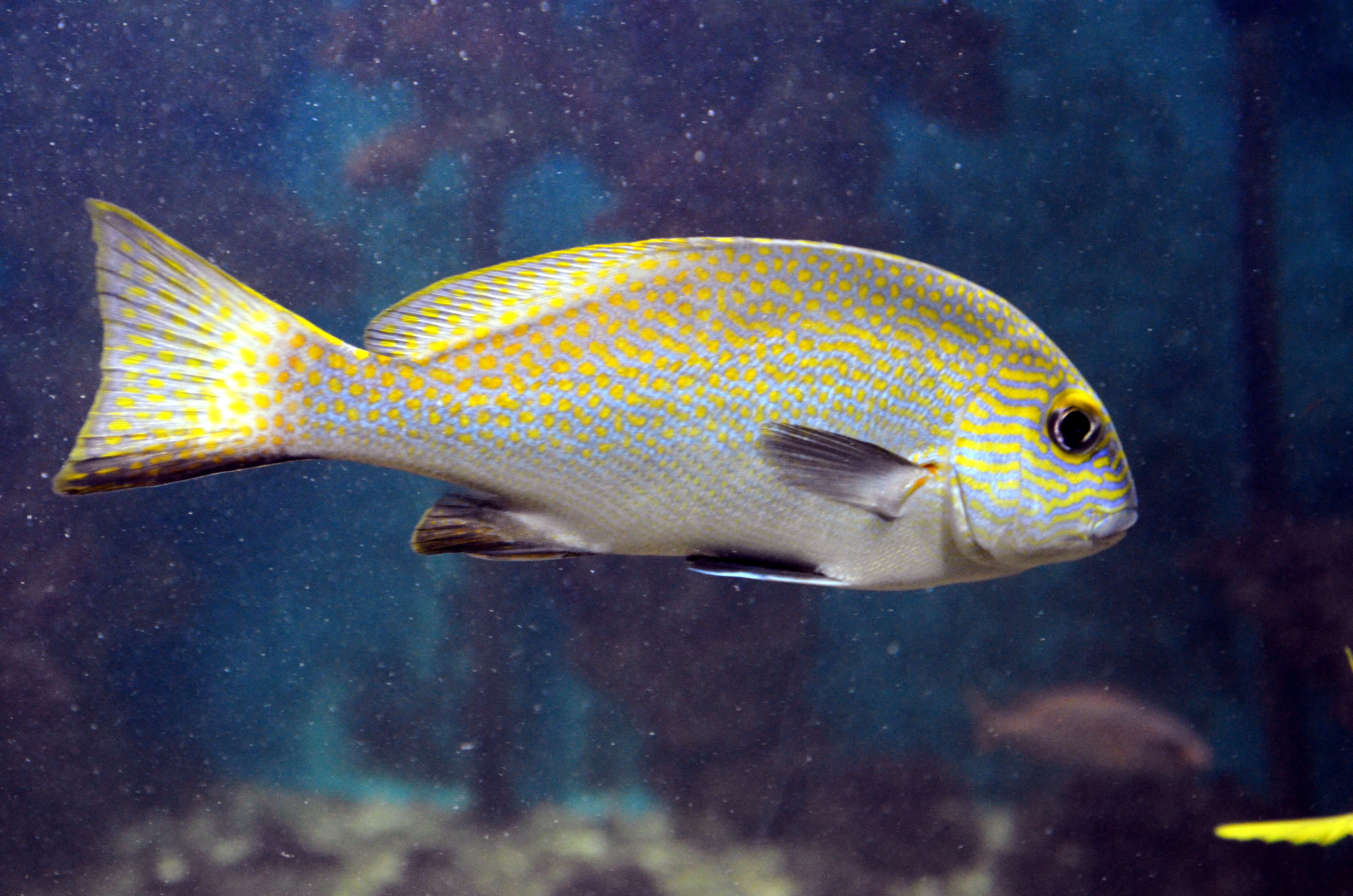
Plectorhinchus flavomaculatus
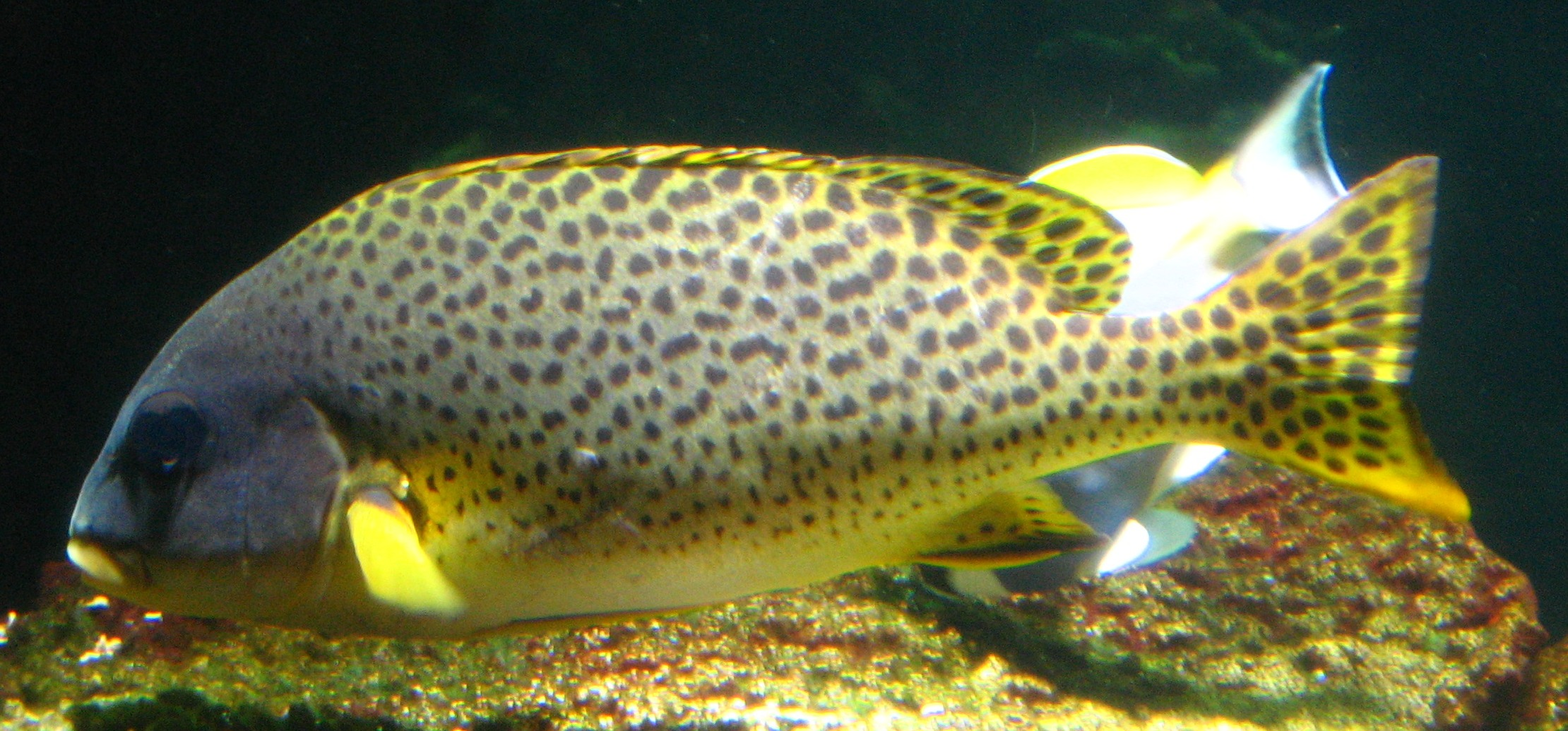
Diagramme moucheté (Plectorhinchus gaterinus)
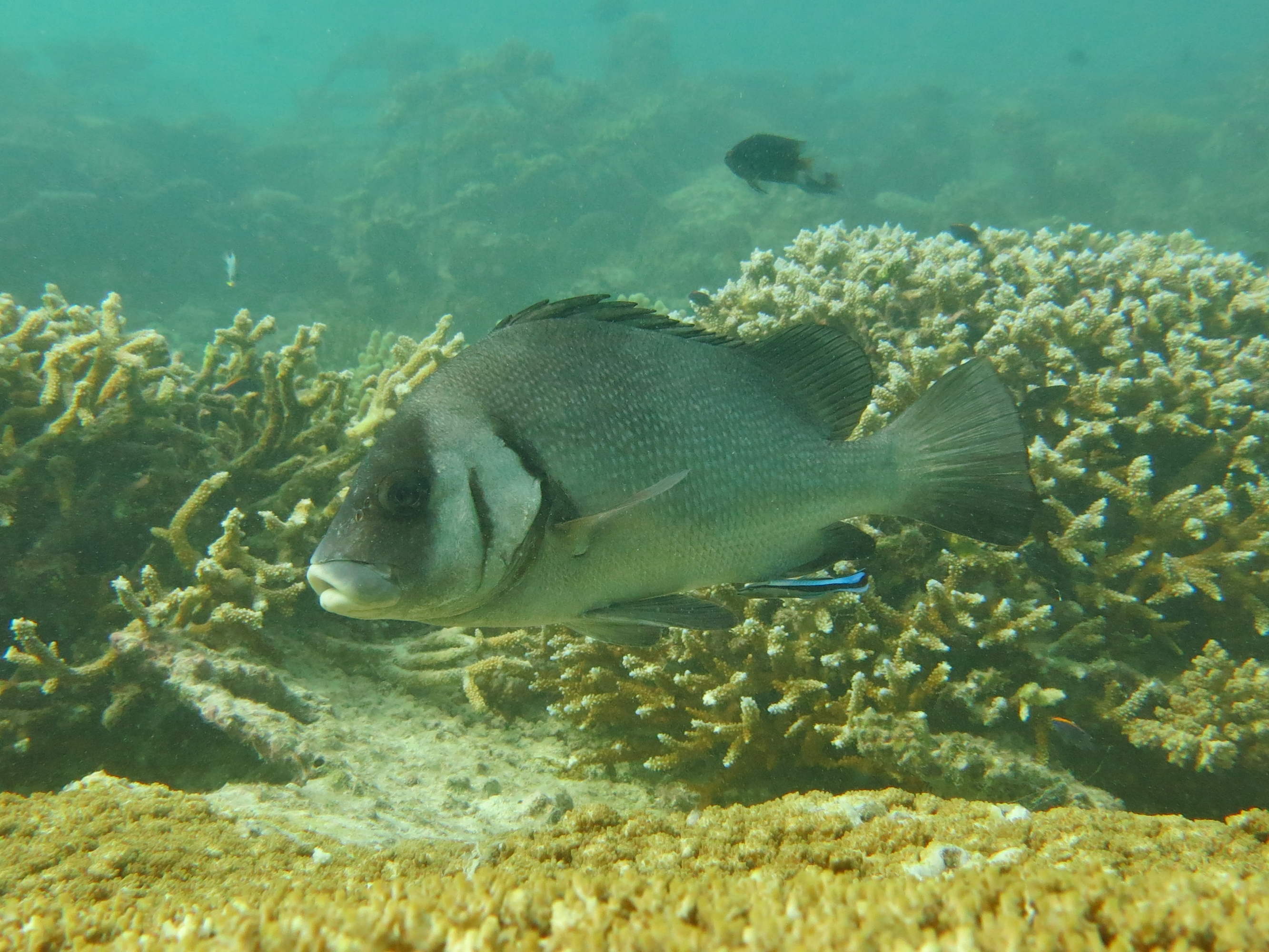
Diagramme noir (Plectorhinchus gibbosus)
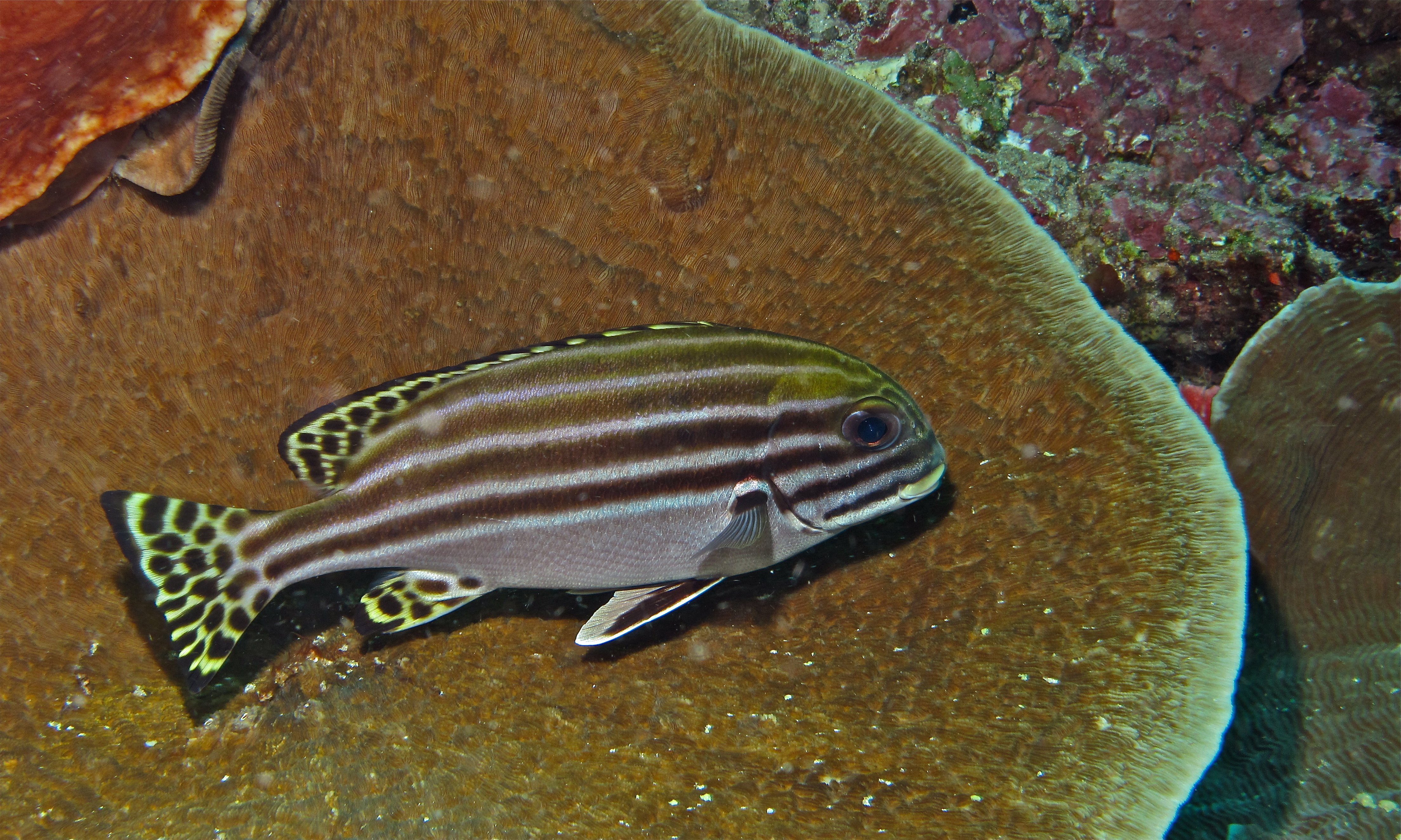
Plectorhinchus lessonii
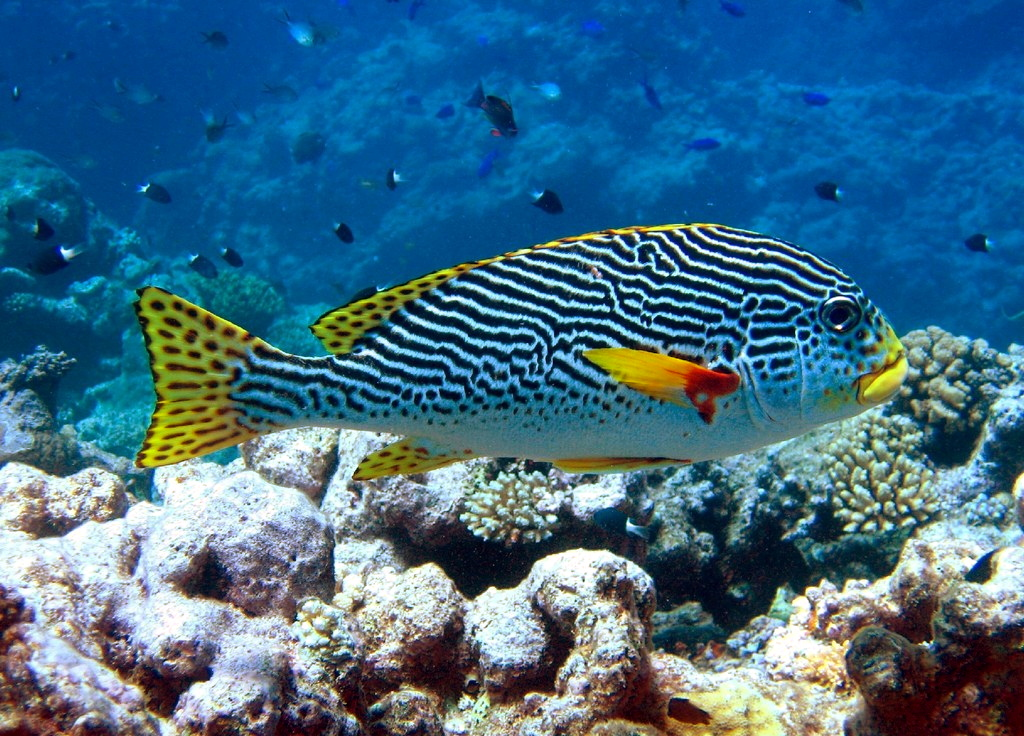
Gaterin à lignes (Plectorhinchus lineatus)
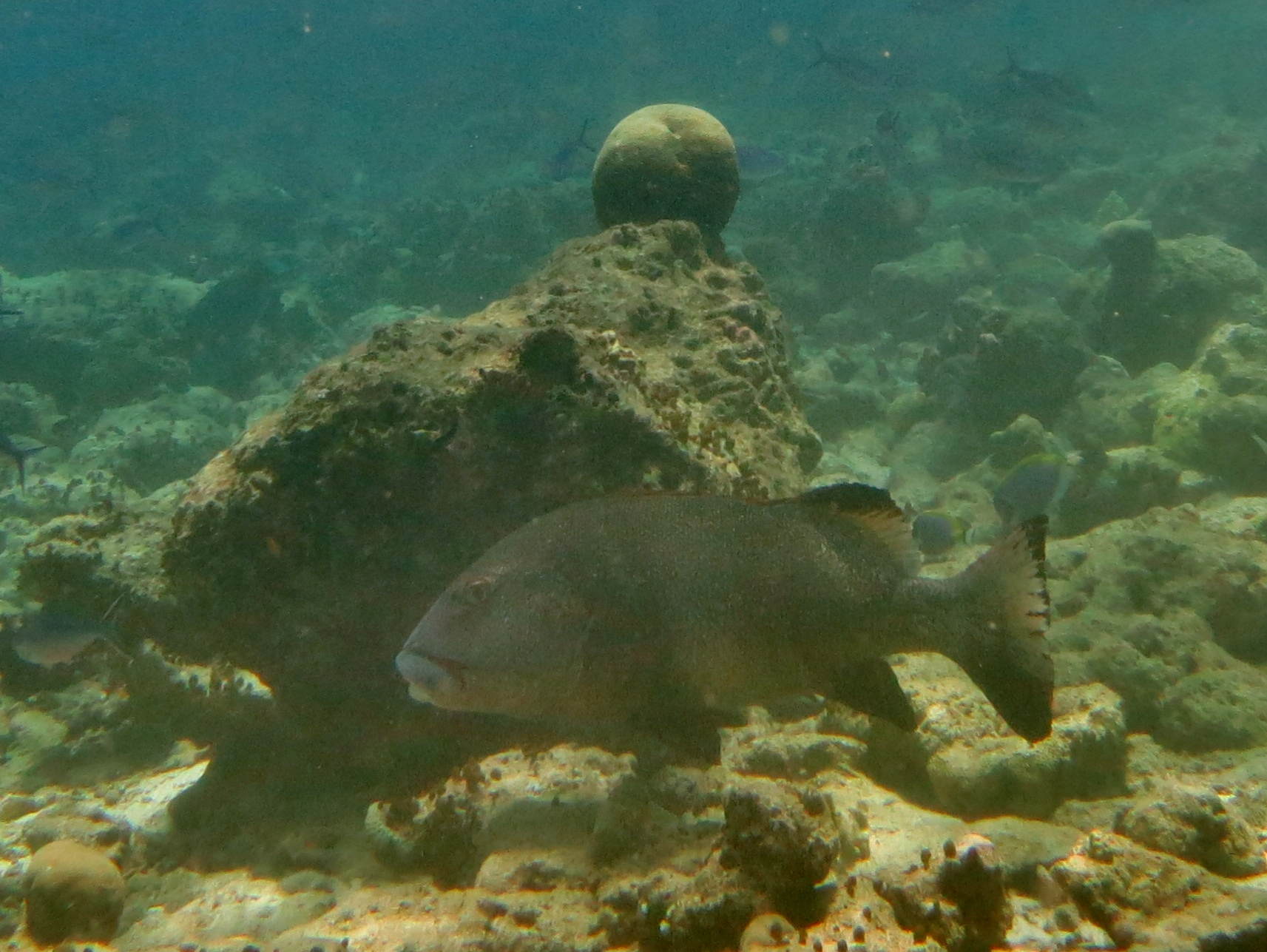
Gaterin géant (Plectorhinchus obscurus)
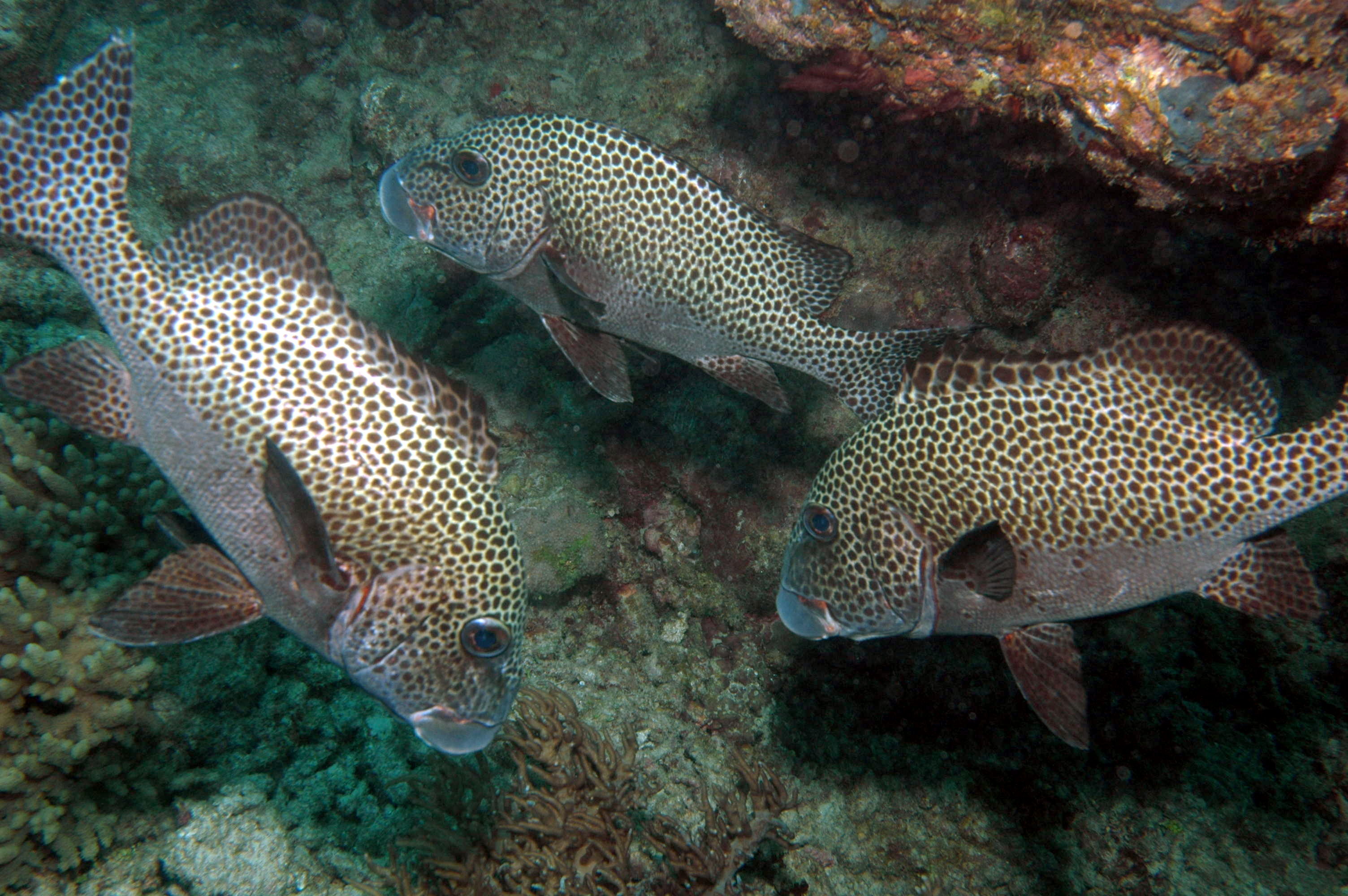
Gaterin noir et blanc (Plectorhinchus picus)
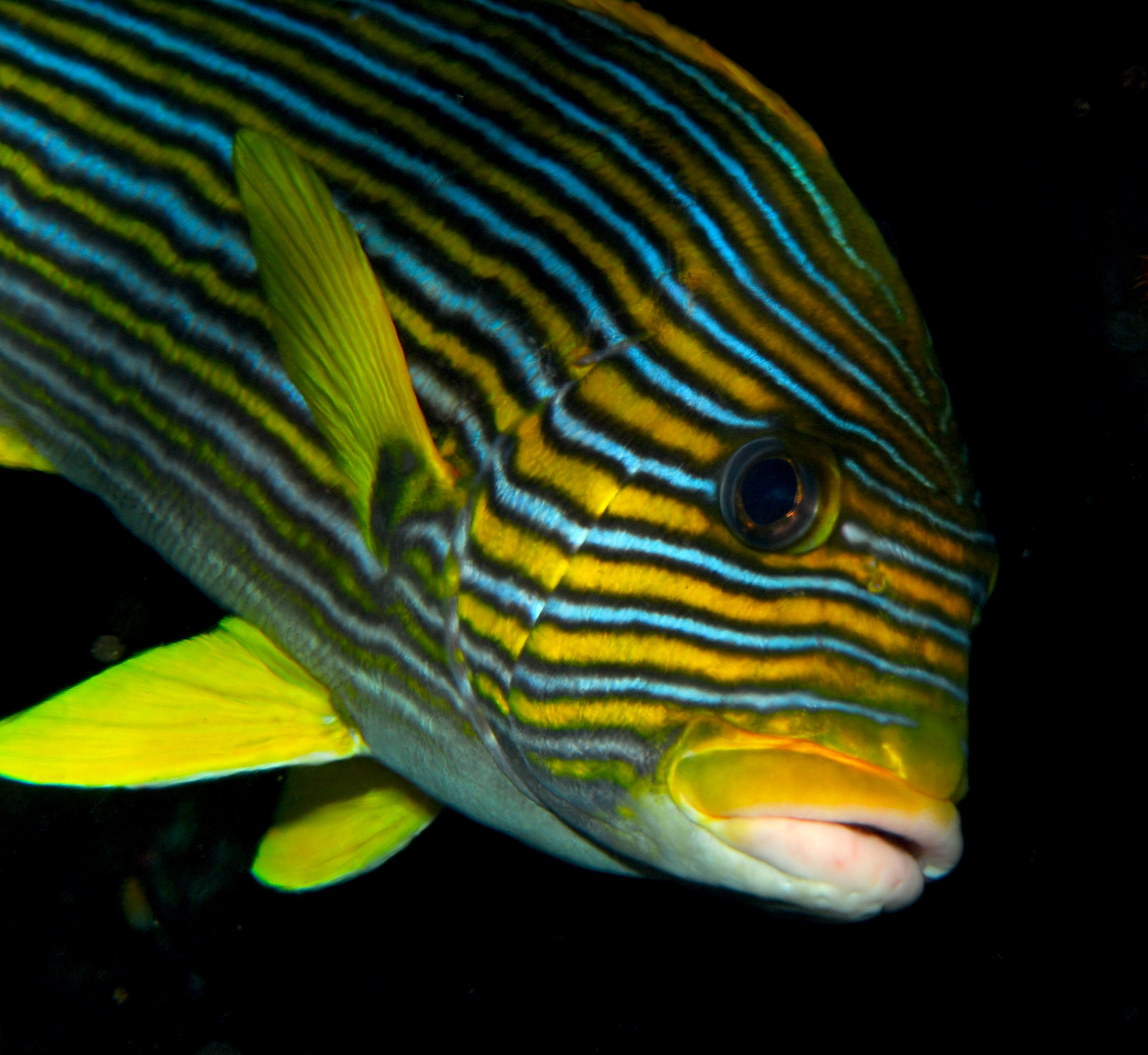
Gaterin à rubans (Plectorhinchus polytaenia)
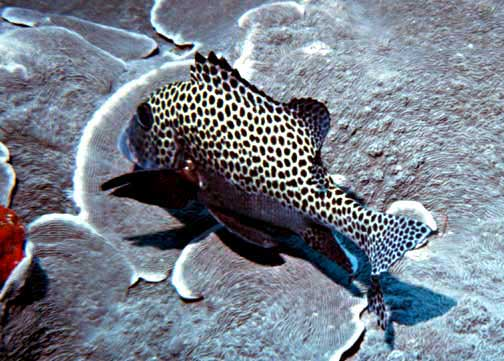
Plectorhinchus punctatissimus
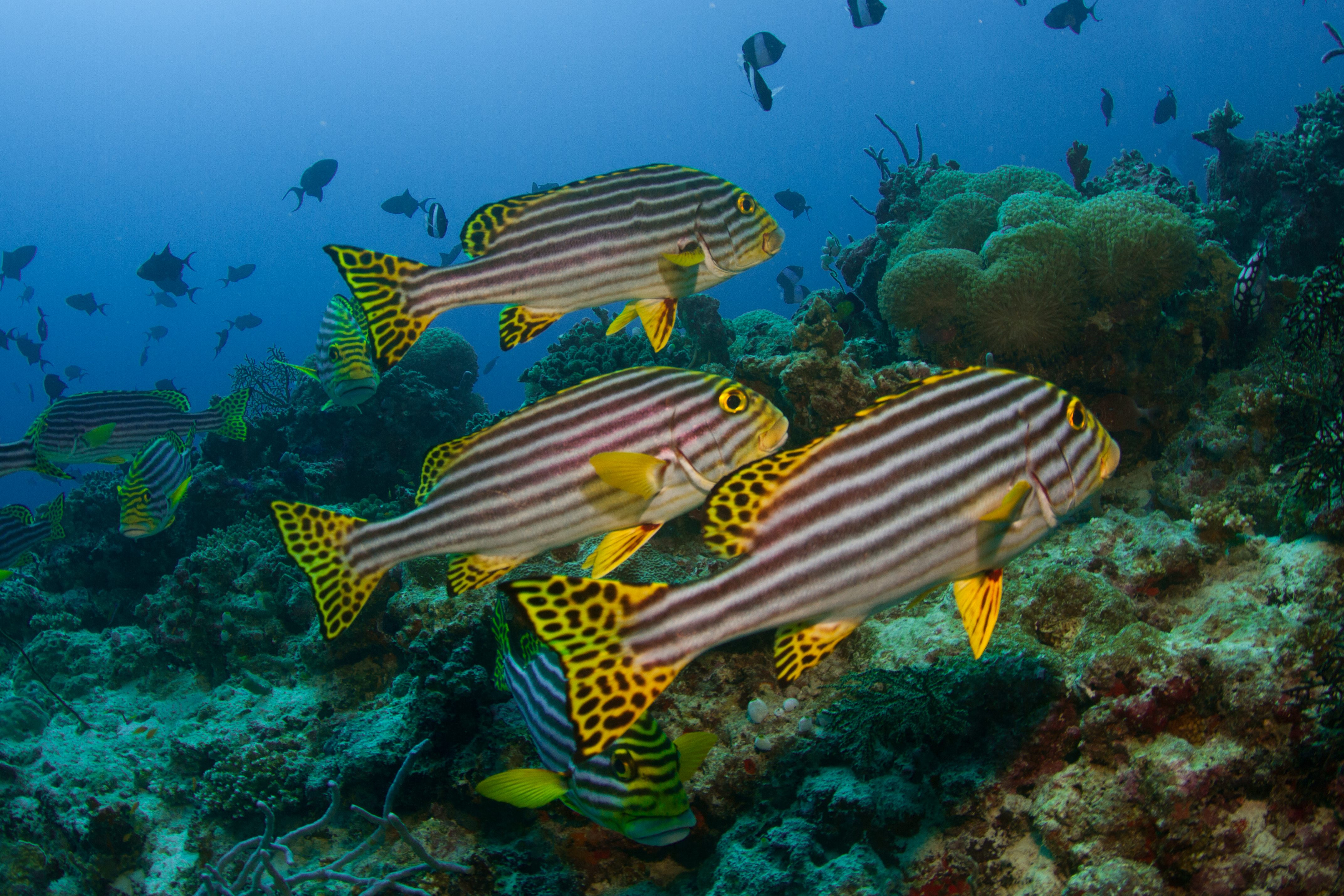
Diagramme oriental (Plectorhinchus vittatus)
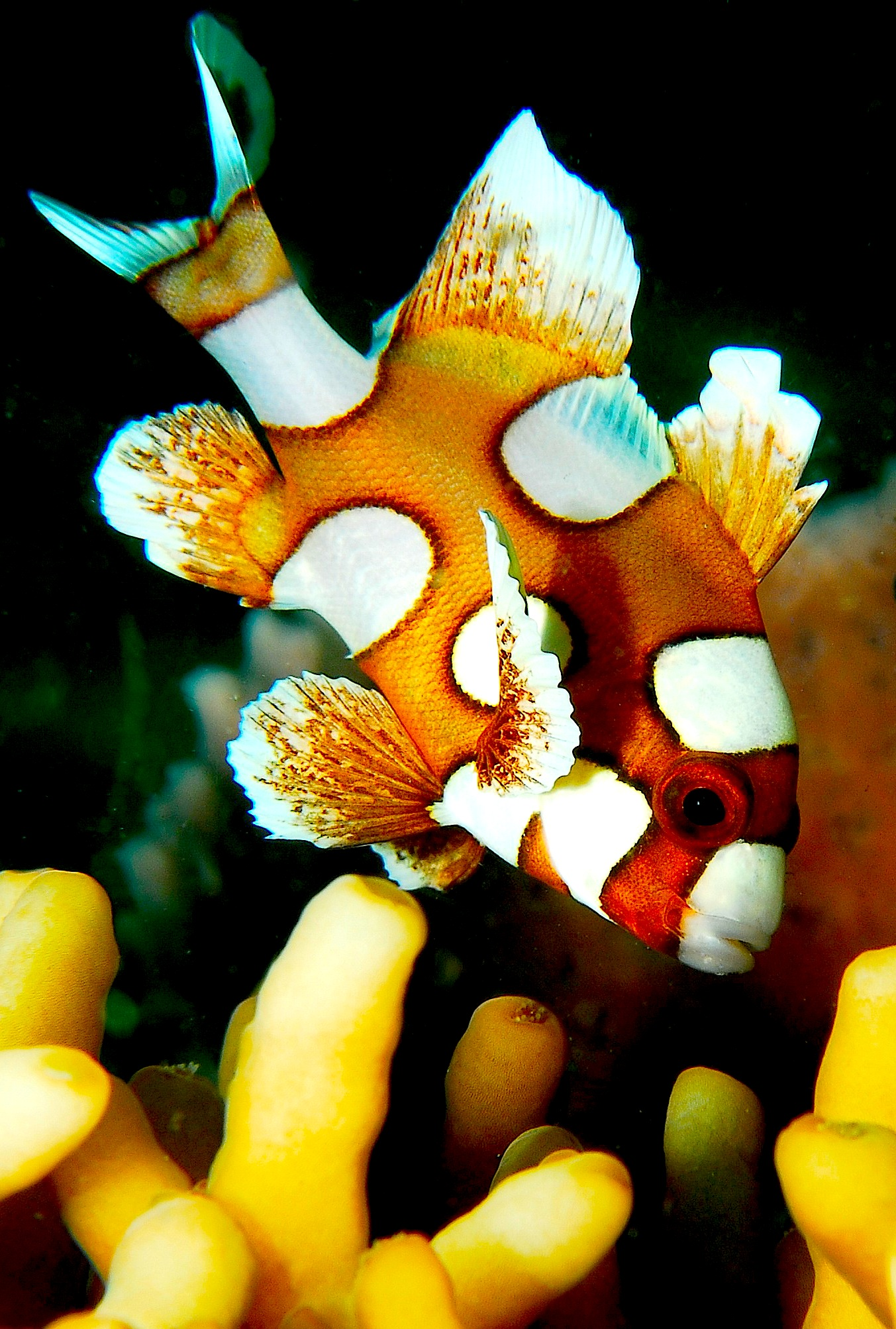
Les juvéniles sont généralement tachetés et très colorés.